# Melanie Skotnik

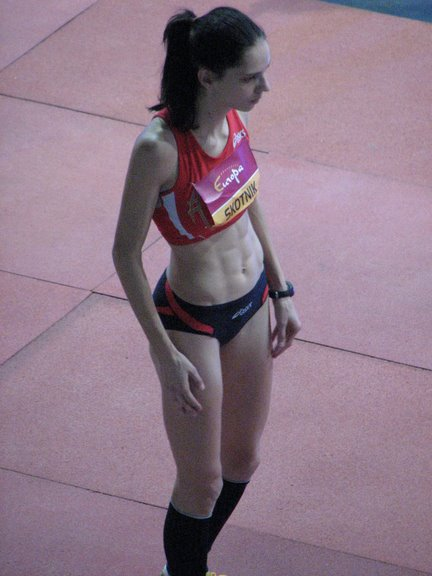
Melanie Melfort am 11. Februar 2009 beim Hochsprung-Meeting in Banská Bystrica (Dritte mit 1,95 m)

Melanie Melfort, geborene Skotnik (* 8. November 1982 in Hersbruck) ist eine deutsch-französische Hochspringerin.

## Leben
Melanie Melfort ist die Tochter eines deutschen Vaters und einer französischen Mutter und besitzt beide Staatsangehörigkeiten.
Melfort arbeitete seit 2004 in Rouen, wo sie Sportveranstaltungen für das Veranstaltungsbüro der Region Normandie betreut.
Sie lebte 2019 in Scheibenhard im Elsass und arbeitet als Beamtin.

## Sportliche Laufbahn
Sie startete bis Oktober 2004 für den Deutschen Leichtathletik-Verband, seit dem 6. März 2005 vertritt sie die französischen Farben. Bis 2004 gehörte sie der LAC Quelle Fürth-München-Würzburg an, wo sie bei Stanyslaus Olczik trainierte, danach schloss sie sich bis 2006 zunächst Val-de-Reuil AC Vaudreuil an, zunächst mit Jean-Patrick Thirion und ab März 2005 mit Jimmy Melfort als Trainer, 2006 schließlich Alsace Nord Athlétisme und für die Saison 2006 auch der LG Domspitzmilch Regensburg. Für die Freiluftsaison 2013 schloss sie sich der TSG 1862 Weinheim an, um die Startberechtigung für die Deutschen Meisterschaften zu erlangen. Bis zu ihrer Heirat mit ihrem Trainer, dem Sprinter Jimmy Melfort, im Juli 2009 trat sie unter ihrem Geburtsnamen Skotnik an. Bei einer Körpergröße von 1,82 m wiegt sie ungefähr 60 kg.
2013 trennte sie sich von Melfort. 2016 erklärte sie ihren Rücktritt vom Profisport.

## Erfolge
Melfort gewann 2003 als 21-Jährige in Ulm den deutschen Meistertitel im Hochsprung. Ihre Bestleistungen bis 2004 im Bereich des DLV lagen im Freien bei 1,91 m und in der Halle bei 1,97 m. In der Saison 2004 kam Melfort nicht richtig in Schwung, ein gutartiger Tumor der Hypophyse wurde als Ursache ausgemacht und im August 2004 entfernt. Der Tumor hatte ihre Leistungsfähigkeit beeinträchtigt und verhinderte ihre Qualifikation für die Olympischen Spiele in Athen. In der Freiluftsaison 2005 knüpfte sie an vorherige Leistungen an und überquerte zweimal 1,95 m, zuerst im Juni in Straßburg und noch einmal im Juli in Almería. Im August in Helsinki bei den Weltmeisterschaften blieb sie mit 1,88 m in der Qualifikation unter ihren Möglichkeiten. 2005 siegte bei den französischen Meisterschaften in der Halle und im Freien. Den Hallenerfolg wiederholte sie 2006, konnte sich in der Freiluftsaison aber nicht weiter steigern und wurde im Laufe des Jahres nach einer Meniskusverletzung operiert. Dafür hatte sie 2007 eine hervorragende Saison, ihre Bestleistungen resultieren beide aus diesem Jahr. In der Halle sprang sie am 19. Februar 2007 in Aubière mit 1,97 m französischen Rekord und stellte ihre Leistung vom Februar 2003 in Dortmund ein, im Freien stellte sie am 18. August 2007 in Castres mit 1,96 m den 22 Jahre alten französischen Rekord von Maryse Éwanjé-Épée ein. Zum ersten Mal in das Finale großer Meisterschaften sprang sie bei den Leichtathletik-Halleneuropameisterschaften 2007 und beendete den Wettkampf mit 1,92 m auf Rang sechs. Beim Sieg von Blanka Vlašić bei den Leichtathletik-Weltmeisterschaften 2007 im September in Osaka belegte die Französin den geteilten siebten Platz mit einer übersprungenen Höhe von 1,94 m, die sie auch in der Qualifikation überquert hatte. 2007 gewann sie in Niort erneut die französische Meisterschaft im Freien, ebenso 2008 und 2009. 2008 war wieder von Verletzungen geprägt, sie wurde aber aufgrund ihrer Vorjahresleistungen für die Olympischen Spiele 2008 nominiert. Immer noch gehandicapt, sprang sie in Peking nur 1,89 m und scheiterte damit in der Qualifikation. Zum Ende der Saison – wieder verletzungsfrei – gelang ihr in Tomblaine noch ein Sprung über 1,95 m.
Nach einer guten Hallensaison mit einer Bestleistung von 1,96 m, erzielt im Februar in Weinheim, und einem Sprung von 1,93 m im Freien, qualifizierte sie sich für die Weltmeisterschaften 2009 in Berlin. Sie schaffte sowohl in der Qualifikation als auch im Finale 1,92 m und belegte damit den neunten Platz. 2009 wurde sie in Angers auch wieder französische Meisterin, 2010 wiederholte sie diesen Erfolg und gewann in Valence mit übersprungenen 1,86 m vor Nina Manga. Ihre Bestleistungen in dieser Saison lagen bei 1,89 m im Freien und 1,92 m in der Halle. Bei den Olympischen Spielen 2012 in London erreichte sie das Finale, wo sie mit 1,93 m Platz acht belegte. 2013 floppte sie in Ulm zur deutschen Vizemeisterschaft hinter Marie-Laurence Jungfleisch.